# الكديد (ذمار)
الكديد هي إحدى قرى الجمهورية اليمنية. وهي تتبع جغرافيًا لمحافظة ذمار. وإداريًا لمديرية وصاب السافل. يبلغ تعداد سكانها 987 نسمة حسب الإحصاء الذي جرى عام 2004.